# فرودگاه ال کرانو

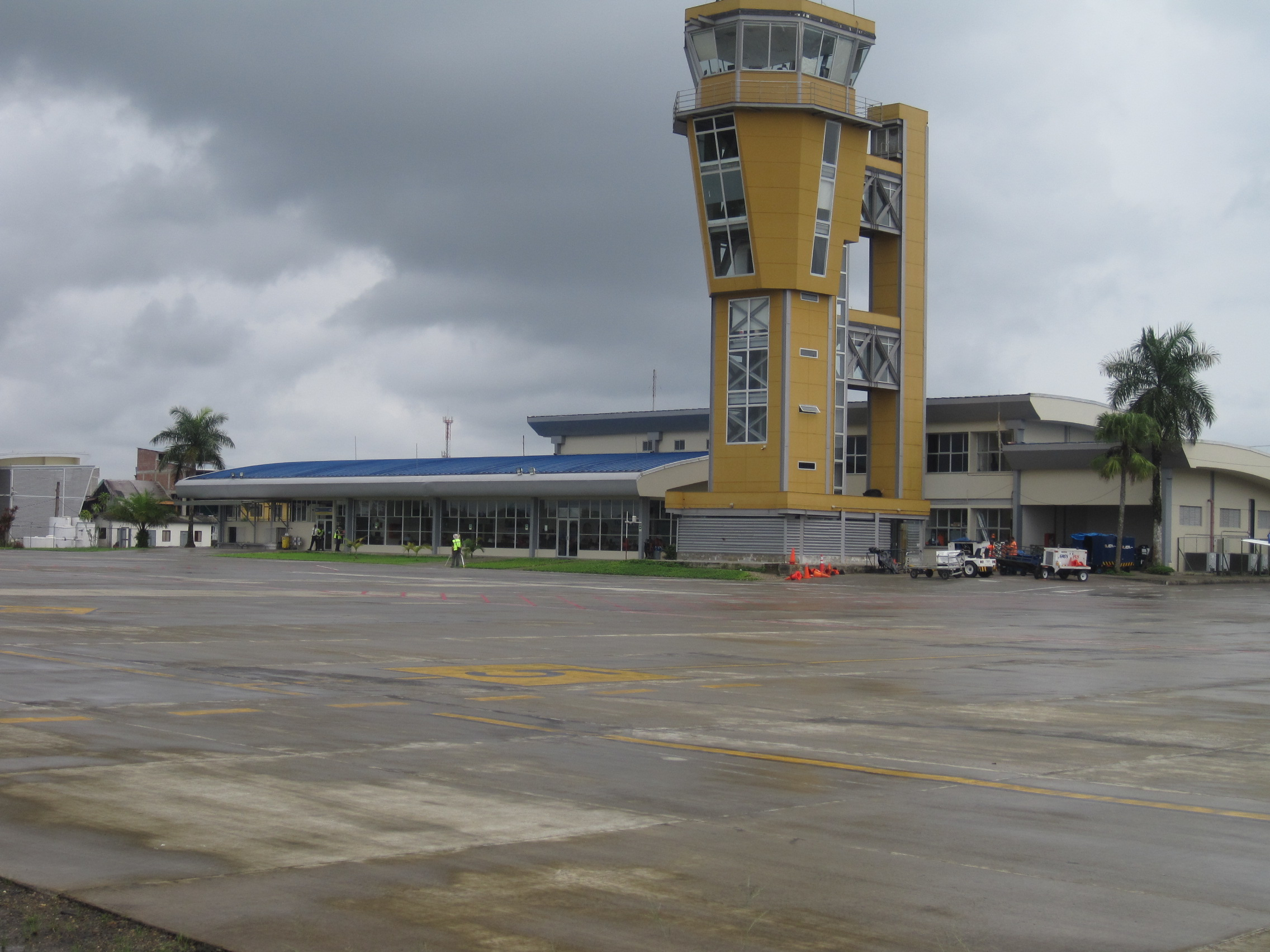
برجک فرودگاه

فرودگاه ال کرانو (به انگلیسی: El Caraño Airport) (به زبان بومی: Aeropuerto El Caraño) یک فرودگاه همگانی با کد یاتا UIB است که یک باند فرود آسفالت دارد و طول باند آن ۱۴۰۰ متر است. این فرودگاه در کشور کلمبیا قرار دارد و در ارتفاع ۶۲ متری از سطح دریا واقع شده است.